# Военная контрабанда
Военная контрабанда, Контрабанда военная — доставка нейтральным государством или его гражданами воюющему государству товаров, способных служить для военных надобностей; этим же термином обозначаются и сами эти товары.
Согласно международным обычаям и праву, нейтральные государства (державы) в военное время не должны оказывать воюющим сторонам какой-либо поддержки и поэтому не имеют права доставлять им ничего такого, что могло бы служить для ведения борьбы.

## История
При вооружённом столкновении двух или нескольких государств воюющие вправе требовать от нейтральных государств полного невмешательства в военные действия. Оказание какого-либо содействия одному из воюющих, выражающееся, например, в подвозе ему морем военных припасов, является нарушением нейтралитета, что дает другому воюющему право захватывать и конфисковывать эти предметы, получающие название военной контрабанды.
Попытки точно установить материальное содержание военной контрабанды делались еще в Средние века; в Пиренейском (1659 год) и в Утрехтском мирных договорах (1713 год) оно определялось предметами, которые предназначены непосредственно или преимущественно для пользования вооруженными силами (всякого рода оружие, военная амуниция и снаряжение). Но с течением времени понятие военной контрабанды всё расширялось. 
Союз вооруженного нейтралитета, образованный по инициативе Екатерины II для ограждения прав нейтральной торговли, признал в акте 1780 года военной контрабандой лишь оружие, боевые припасы и предметы военного снаряжения. Парижская декларация о морской войне 1856 года признает право сторон воюющих конфисковать неприятельскую военную контрабанду, найденную на нейтральном судне, и нейтральную на неприятельском судне, но не дает определения самого понятия военной контрабанды.
Лондонская декларация о праве морской войны 1909 года перечисляет товары, которые не могут быть объявлены военной контрабандой (например, сырые материалы прядильной промышленности, сырье вообще, машины, и так далее), «как неспособные служить для военных надобностей». В другом списке перечисляются предметы «абсолютной» военной контрабанды, то есть пригодные только для военных надобностей (например, оружие, боевые припасы, предметы военного снаряжения и обмундирования, брони, военные суда и их части, инструменты и приборы, исключительно предназначенные для изготовления боевых припасов, оружия и предметов военного снаряжения, порох и взрывчатые вещества); однако, сюда включены также охотничье оружие и верховые и вьючные животные, могущие служить для войны. Наконец, в третьем списке перечислены предметы, могущие служить, как для военных, так и для мирных надобностей и именуемые «условной» контрабандой (например, съестные припасы, фураж, топливо, золото, серебро и деньги, предметы воздухоплавания, кузнечный материал, ткани для одежды и обувь, пригодные для военных надобностей зрительные инструменты, хронометры и так далее). Предметы условной военной контрабанды признаются таковыми только если они предназначены для военных сил или правительственных учреждений неприятельского государства. 
Предметы контрабанды и другие товары, принадлежащие собственнику контрабанды и находящиеся на одном с ними судне, могут быть конфискованы. Может быть конфисковано воюющим и само нейтральное судно, на котором найдена будет военная контрабанда, если последняя составляет либо по стоимости, либо по весу, либо по объему, либо по цене фрахта, более половины груза. Захваченное в море воюющим судно с военной контрабандой может быть отведено в порт, где призовой суд принимает решение о правильности или неправильности приза (то есть захвата) и о дальнейшей судьбе судна. Уничтожение задержанного судна допускается лишь в случае крайней необходимости.